# Velîkîi Stîdîn, Kostopil
Velîkîi Stîdîn (în ucraineană Великий Стидин) este o comună în raionul Kostopil, regiunea Rivne, Ucraina, formată numai din satul de reședință.

## Demografie
Componența lingvistică a comunei Velîkîi Stîdîn
     Ucraineană (99,4%)
     Alte limbi (0,6%)
Conform recensământului din 2001, majoritatea populației comunei Velîkîi Stîdîn era vorbitoare de ucraineană (99,4%), existând în minoritate și vorbitori de alte limbi.